# 岩手県立高田高等学校
岩手県立高田高等学校（いわてけんりつ たかたこうとうがっこう）は、岩手県陸前高田市高田町に所在する公立の高等学校。通称高高（たかこう）。

## 設置学科
- 普通科
- 海洋システム科

## 沿革
- 1930年4月 - 高田町ほか八ヵ町村学校組合立高田実科高等女学校として設立[1]。
- 1930年5月 - 開校。
- 1931年7月 - 現在地に移転。
- 1932年1月 - 運営を岩手県に移管[2]。
- 1936年4月 - 高等女学校に組織変更。
- 1948年4月 - 岩手県立高田高等学校となる。
- 1963年4月 - 商業科設置。
- 1965年1月 - 本校舎火災により全焼。
- 1971年3月 - 女子バレーボール部が全国高等学校バレーボール選抜優勝大会（春高バレー）優勝。
- 1971年10月 - 女子バレーボール部が和歌山黒潮国体優勝。
- 1981年6月 - 男子ソフトテニス部が県高総体団体優勝で県内大会（新人戦、県選抜インドア、県高総体）全制覇。
- 1986年3月 - 定時制課程閉校。
- 1988年8月 - 硬式野球部が第70回全国高等学校野球選手権大会（記念大会）出場。
- 1991年4月 - 情報処理科設置。
- 1995年4月 - 制服改定。
- 2003年4月 - 商業科募集停止。
- 2008年4月 - 岩手県立広田水産高等学校と統合し海洋システム科設置。情報処理科募集停止。制服改定。
- 2011年
  - 3月11日 - 東日本大震災の津波で被災し、校舎が損壊するとともに生徒14名が死亡、生徒4名と教職員1名が行方不明となる[3]。
  - 5月2日 - 岩手県立大船渡東高等学校の校舎を借用して新学期を開始[4]。岩手県内では最も遅い始業となった[4]。
- 2015年4月1日 - 新校舎使用開始。

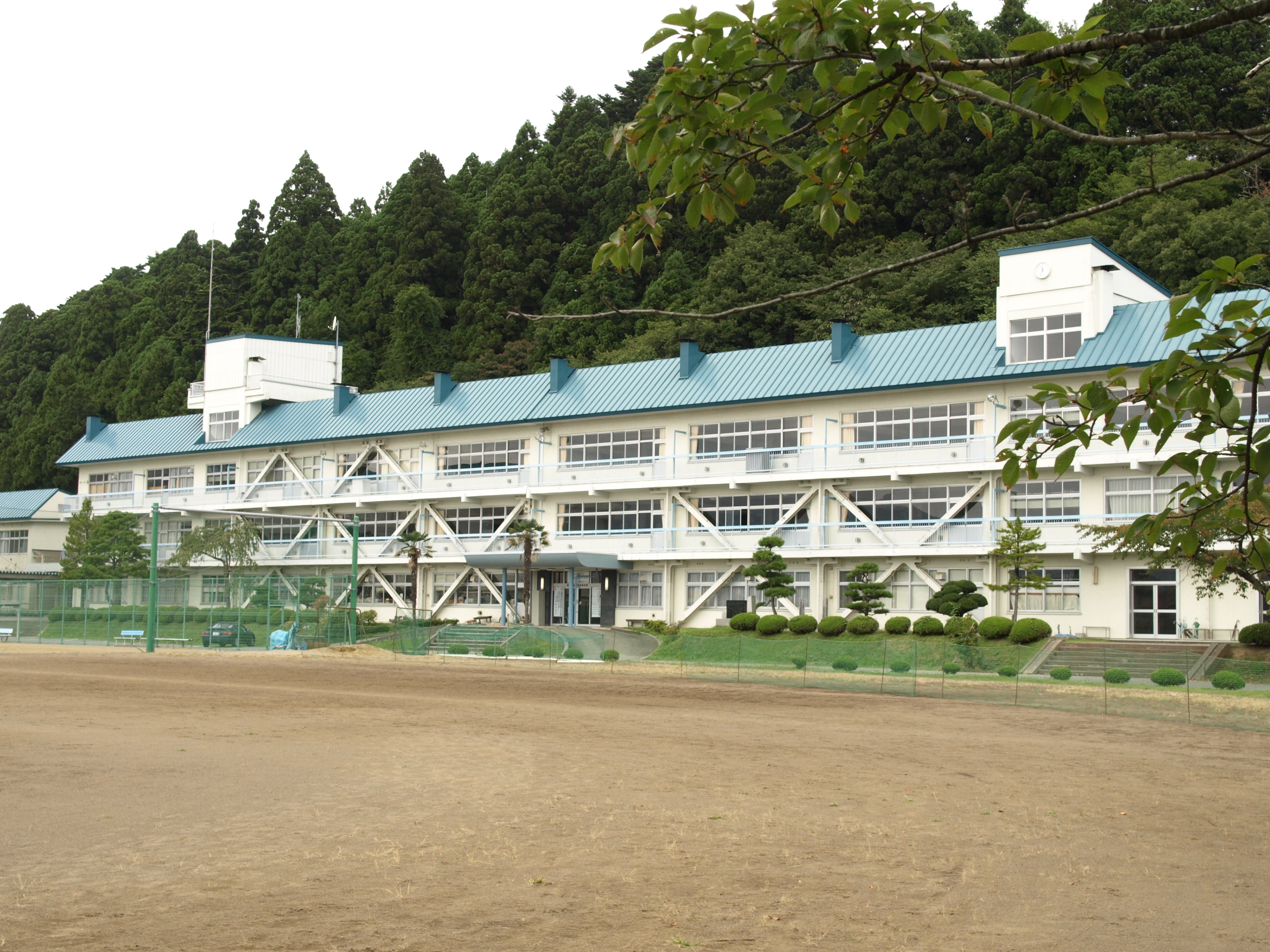
東日本大震災前の校舎
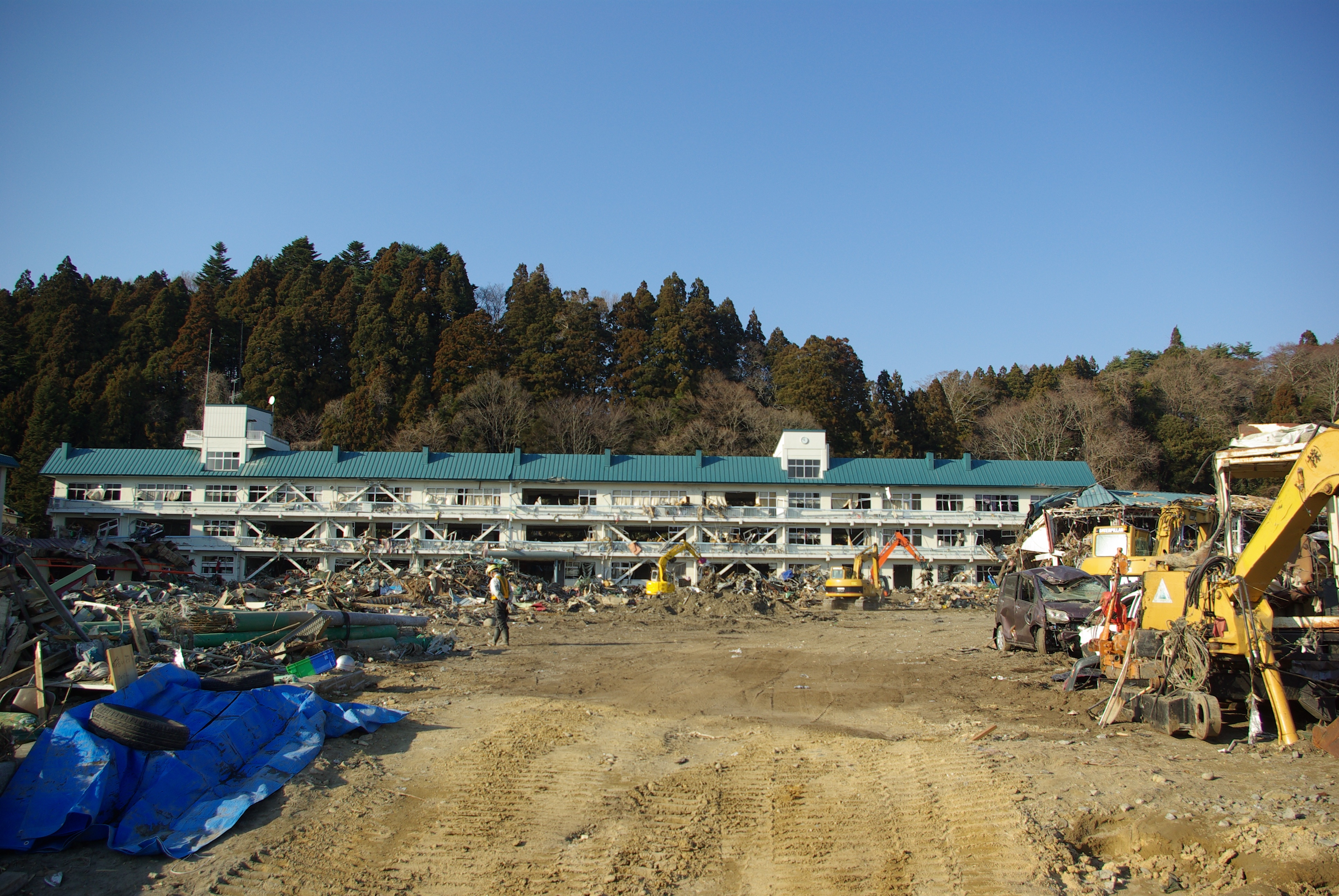
震災で被災した校舎（2011年4月）
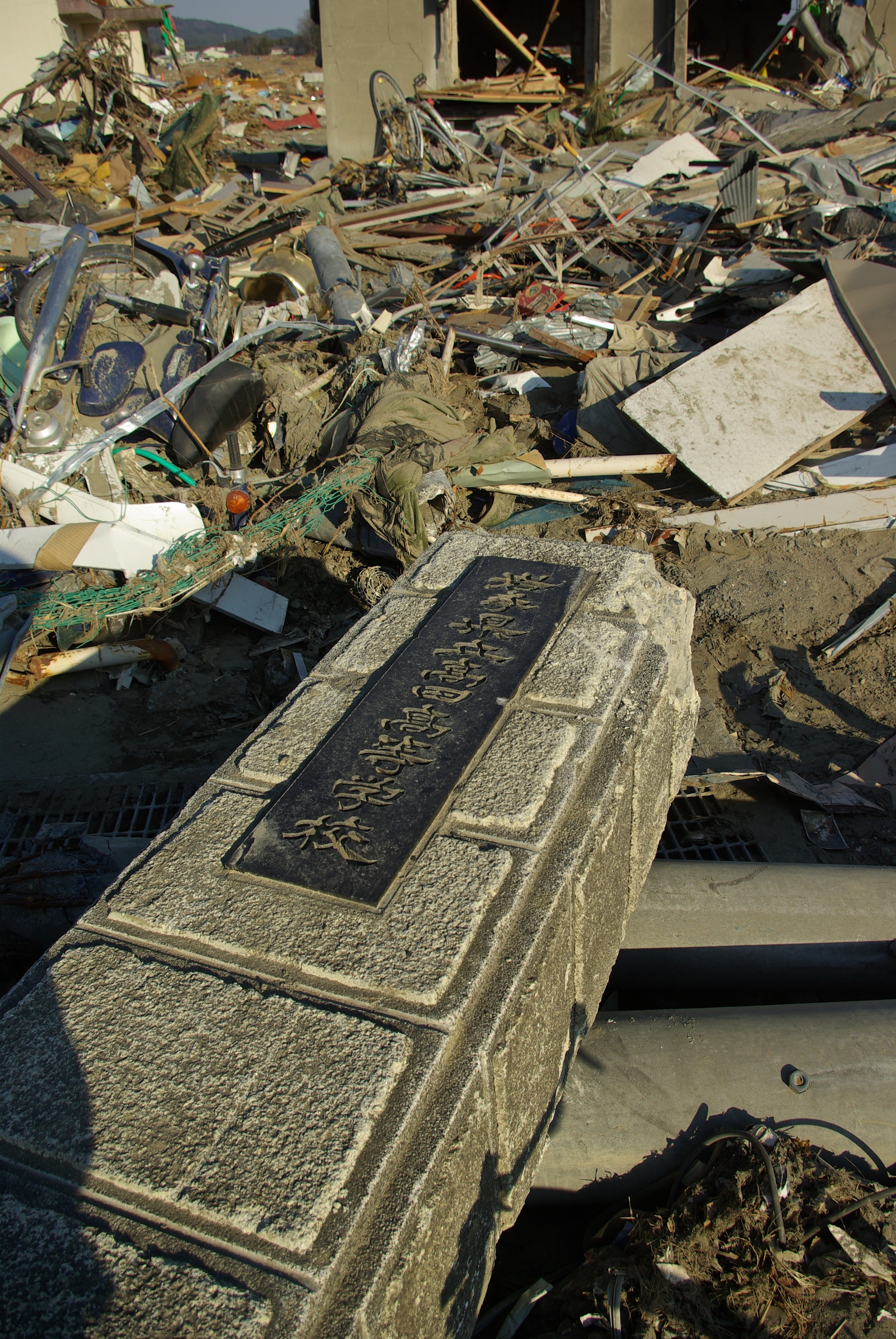
震災で倒れた門柱（2011年4月）

## 校訓
- 至誠・錬磨・創造（1990年制定）

## 交通
- JR東日本大船渡線BRT 高田高校前駅より徒歩5分[5]
- 三陸沿岸道路 陸前高田インターチェンジより3 km[5]

## 出身者
- 菅原務 - 宮城県気仙沼市副市長
- 佐々木拓 - 岩手県陸前高田市長
- 藤原利秋 - サンエス商品開発部部長
- 濱守栄子 - シンガーソングライター